# Lukas Schlemmer
Lukas Schlemmer (5 de març de 1995) és un ciclista austríac, professional des del 2013. Actualment corre a l'equip Felbermayr Simplon Wels.

## Palmarès
- 2016
  -  Campió d'Àustria en critèrium
  - Vencedor d'una etapa al Tour de Berlín
- 2017
  -  Campió d'Àustria sub-23 en ruta
- 2018
  - 1r al Gran Premi Südkärnten
  - Vencedor d'una etapa de la Szlakiem walk Major Hubal
- 2019
  - Vencedor d'una etapa a la Volta a l'Alta Àustria